# Thomas Preston
Thomas Preston (... – 1563 circa) è stato un organista e compositore inglese vissuto nel XVI secolo.

## Biografia
Nel corso della sua vita fu attivo al Magdalen College di Oxford, al Trinity College di Cambridge e presso la St George's Chapel al Castello di Windsor.
Fra le sue opere si ricordano 12 Offertory per strumento a tastiera e, fra questi Felix namque, ed una messa per la festività di Pasqua, Mass for Easter. Le sue composizioni sono molto elaborate rispetto al tempo in cui vennero scritte. Esse implementano un uso diffuso della tecnica del canone.